# 黄紫堇
黄紫堇（学名：Corydalis ochotensis），又名疏花黄菫，为紫菫科紫菫属下的一个种。其种加词“ochotensis”意为“鄂霍次克的”。分佈于東亞北部各國，在日本又稱爲蔓華鬘、蔓黄華鬘。